# William Haomae
William Ni’i Haomae (* 26. November 1960 in Mou Village, Small Malaita, Provinz Malaita) ist ein salomonischer Politiker.

## Biografie
Nach dem Schulbesuch und einer Fortbildung am East-West Centre Honolulu trat er in den Regierungsdienst der Salomonen ein und wurde zunächst Mitarbeiter für Information im Amt des Premierministers, ehe er anschließend Pressesekretär des Premierministers wurde. Nach einer Tätigkeit als Mitarbeiter für Auslandsnachrichten im Außenministerium kehrte er als Direktor der Informationsabteilung ins Amt des Premierministers zurück.
Seine politische Laufbahn begann Haomae am 26. Mai 1993, als er als Kandidat der People’s Progressive Party (PPP) erstmals zum Abgeordneten des Nationalparlaments (Nationalparlament der Salomonen) gewählt wurde. Bei den Wahlen vom 6. August 1997 sowie 5. April 2006 wurde er jeweils wiedergewählt und ist Vertreter des Wahlkreises Small Malaita.
1994 wurde er von Premierminister Solomon Mamaloni zum Minister für Kultur, Tourismus und Luftfahrt ernannt und behielt dieses Amt bis zum Ende von Mamalonis Amtszeit am 5. August 1997. Von Juli 2000 bis Januar 2001 war er zunächst Polizei- und Justizminister im Kabinett von Premierminister Manasseh Sogavare. Dieser berief ihn später von August bis Dezember 2001 auch noch zum Stellvertretenden Premierminister. In dieser Funktion war Haomae zugleich auch amtierender Minister für Nationale Einheit, Aussöhnung und Frieden. Vom 21. April bis zum 4. Mai 2006 war er Minister für Polizei und Nationale Sicherheit in dem nur kurz amtierenden Kabinett von Premierminister Snyder Rini.
Im August 2007 beantragte er eine Misstrauensabstimmung (Motion of no-confidence) im Parlament gegen den amtierenden Premierminister Sogavare, die jedoch vom Parlamentspräsidenten (Speaker) Sir Peter Kenilorea als unzulässig zurückgewiesen wurde.
Am 22. Dezember 2007 wurde er vom neuen Premierminister Derek Sikua zum Minister für Auswärtige Angelegenheiten, Außenhandel und Immigration in dessen Regierung berufen. Im Oktober 2008 kam es zu diplomatischen Verstimmungen, nachdem in Presseberichten Premierminister Sikua eine Brüskierung des australischen Premierministers Kevin Rudd. Haomae wies diese Presseberichte als Lüge zurück.
In der Funktion als Außenminister nahm er im April 2009 als amtierender Vorsitzender des Ministerrates der AKP-Staaten an einer Gemeinsamen Versammlung der Europäischen Union mit den AKP-Staaten in Prag teil und war Leiter der 89. Versammlung des Ministerrates der AKP-Staaten im Mai 2009.